# Calcoteca (acropoli di Atene)
La Calcoteca o Chalkotheke (Χαλκοθήκη, greco per "negozio di bronzi", dalla radice greca della parola chalkos, ossia "bronzo", per indicare il materiale delle opere riprodotte) era un edificio situato sull'Acropoli di Atene utilizzato come deposito per i bronzi, le armi e i rostri delle navi, oltre che per la mobilia sacra e le offerte preziose proveniente dai santuari dell'Acropoli. Il suo nome e la funzione sono noti solo grazie alle iscrizioni del IV secolo a.C.. Un decreto ordina il censimento di tutti gli oggetti immagazzinati nella Calcoteca e l'erezione di una stele incisa con l'elenco davanti al palazzo.
Sono stati identificati come appartenenti alla Calcoteca i resti di una struttura scoperta a est del santuario di Artemide Brauronia e immediatamente a sud-ovest del Partenone. Di essa sopravvivono solo poche fondazioni di calcare e trincee scavate nella roccia di fondazione. L'edificio sorgeva di fronte alla parete meridionale dell'Acropoli ed era di circa 43 m di lunghezza per 14 m di larghezza, affacciato sul lato settentrionale da un lungo portico di 4,5 m di larghezza. Per fare spazio a quel portico fu tagliata la parte più meridionale dei gradini scavati nella roccia che conducevano alla facciata occidentale del Partenone. Si ritiene pertanto il portico un'aggiunta degli inizi del IV secolo a.C., mentre la parte principale della struttura si pensa fosse pressoché contemporanea al Partenone, vale a dire della metà del V secolo a.C..
Sembra che durante la dominazione romana fosse avvenuta una importante ristrutturazione dell'edificio, come indicato da numerosi frammenti di elementi architettonici che sono decisamente romani come datazione e hanno dimensioni corrispondenti a quelli della Calcoteca.